# أنا عندي نص (مسلسل)
أنا عندي نص مسلسل تلفزيوني كويتي درامي.

## القصة
تدور أحداث العمل في إطار اجتماعي كوميدي حول شخصية امرأة كبيرة بالعمر تقاعدت من وظيفتها ولا تجد مكانا تسكن فيه، وفي الوقت نفسه تعشق الكتابة والقراءة، فهي مثقفة جدا، لا سيما أنها كانت تعمل أمينة مكتبة قبل أن تتقاعد. وتتوالى الأحداث مع الأشخاص المحيطين بها. 

## طاقم العمل
- سعاد عبدالله أسماء
- سليمان الياسين سالم
- هدى الخطيب عائشة
- سلمى سالم غنيمه
- شجون الهاجري نور
- فاطمة الصفي سامية
- يعقوب عبدالله خالد
- بدرية طلبة هالة
- إبراهيم الحساوي منصور
- محمد الرمضان علي
- صابرين بورشيد سارة
- ميثم بدر مشعل
- سميرة الوهيبي ام خالد
- يعقوب عبدالله
- سالي القاضي نرمين
- محمد العجيمي صلاح
- منى حسين بشاير
- عبد الله الفريح أبو أسماء
- ضيفة الشرف استقلال أحمد منى فرج

## وصلات خارجية
- صفحة مسلسل أنا عندي نص على موقع السينما.كوم